# Мей, Лев Александрович
Лев Алекса́ндрович Мей (13 [25] февраля 1822, Москва — 16 [28] мая 1862, Санкт-Петербург) — русский литератор: поэт, прозаик, драматург, переводчик.

## Биография
Родился в бедной дворянской семье. Отец будущего поэта, отставной офицер, участник Бородинского сражения, умер молодым; с его смертью пропали почти все семейные накопления. Детство Мей провёл у бабушки, А. С. Шлыковой.
С 1831 года учился в Московском дворянском институте, за значительные успехи в учёбе в 1836 году был переведён в Царскосельский лицей. В 1841 году окончил курс лицея с чином X класса и поступил на службу в канцелярию московского военного генерал-губернатора. В 1846 году был младшим чиновником секретного стола. 30 января 1849 года вышел в отставку. Своё первое стихотворение «Гванагани» (отрывок из поэмы «Колумб») опубликовал в 4-й части журнала «Маяк» за 1840 год под псевдонимом Зелинский; там же  было опубликовано стихотворение «Лунатик».
Сотрудничал с 1845 года в «Москвитянине», печатая небольшие стихи и   переводы. Там же, в 1849 году была опубликована его драма «Царская невеста». В 1850 году переложил «Слово о полку Игореве» былинным стихом («Слово о полку Игореве, Игоря, сына Святславля, внука Ольгова»). В это время сблизился с М. П. Погодиным и тесно сошёлся с кружком молодой редакции (Ап. Григорьев, А. Островский и др.), возглавил отделы русской и иностранной словесности. Изучал историю, русские летописи, древнюю литературу и фольклор, совершенствовался в знании языков.
Женился 10 апреля 1850 года. Посажёной матерью у него была графиня Е. П. Растопчина, посажёным отцом — московский губернатор Новосильцев.
Весной 1853 года он переселился в Санкт-Петербург, отдавшись исключительно литературной работе. Был в приятельских отношениях с графом Г. А. Кушелевым-Безбородко, который посвятил Льву Мею «Рассказ моего соседа», опубликованный под псевдонимом Грицко Григоренко и сочинил музыку к его стихотворению «Ты печальна».
С 1859 по 1861 год публиковался в журнале «Русское слово». Был корректором, затем постоянным сотрудником и членом редакции журнала «Библиотека для чтения»; до конца жизни занимался заказными переводами.
Умер в 40 лет от паралича лёгких, вызванного злоупотреблением алкоголем. Был похоронен на Митрофаниевском кладбище Санкт-Петербурга; в 1935 году захоронение было перенесено на Литераторские мостки.

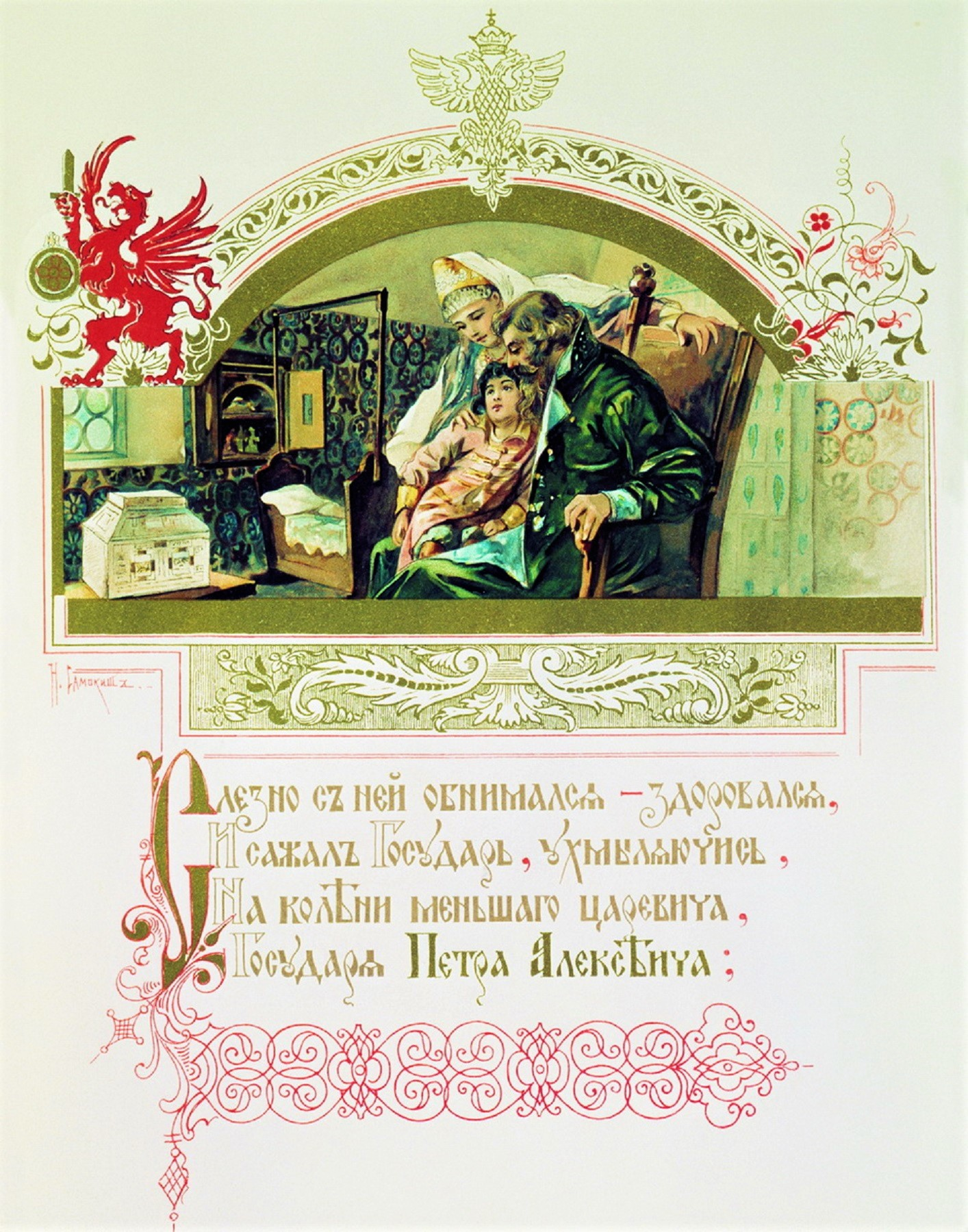
Николай Самокиш. Царь Алексей Михайлович с царицей Натальей Кирилловной и сыном Петром. Иллюстрация к стихотворению Льва Мея «Избавитель» из книги «Великокняжеская, царская и императорская охота на Руси», том 2

## Творчество
Переводил Шиллера, Гейне, Беранже, Байрона, Мицкевича, Анакреона, Шевченко, Шенье, Гюго, Мильтона, Сырокомлю. Осуществил перевод «Слова о полку Игореве» с древнерусского языка на литературный язык XIX века с некоторыми отступлениями от подлинника; в переводе использовал стиль, близкий былинному.
По драмам в стихах «Царская невеста» (1849), «Псковитянка»  (и пролог «Боярыня Вера Шелога») (1849—1859) и «Сервилия» написаны оперы Н. А. Римского-Корсакова, а также поставлен в 1915 г. фильм «Царь Иван Васильевич Грозный».
Сборники произведений Мея были представлены в библиотеке Чайковского, написавшего четыре романса на тексты его стихотворений и семь — на тексты переводов. Отдельные стихотворения Мея рекомендовала композитору для его романсов Н. Ф. фон Мекк.
Стихотворение Мея «Избавитель» было напечатано во втором томе «Великокняжеской, царской и императорской охоты на Руси» и проиллюстрировано Николаем Самокишем.
На стихи Л. А. Мея написали романсы многие композиторы:
- М. А. Балакирев: «Как наладили: дурак»; «Запевка»; «Ох, пора тебе на волю, песня русская»;
- М. П. Мусоргский: «Еврейская песня»; «По грибы»; «Гопак»; «Детская песенка»; «Хотел бы в единое слово»;
- П. И. Чайковский: «Канарейка»; «Я с нею никогда не говорил»; «Как наладили: дурак»; «Зачем?»; «Вечер»; «Корольки»; «Нет, только тот, кто знал»;  «Отчего?»; «Хотел бы в единое слово»;
- Ц. А. Кюи: «Лидушка»;
- Н. А. Римский-Корсаков: «Колыбельная»; «1-я еврейская песня»; «2-я еврейская песня»; «Песня песней»; «Встань, сойди»; «Моя баловница»;
- А. П. Бородин: «Из слёз моих»;
- П. И. Бларамберг: «Ох, не лги ты, не лги»;
- С. В. Рахманинов: «Они отвечали».

## Семья
Жена — София Григорьевна (урождённая Полянская; 1821—1889), дочь тульского помещика. Детей не имел. После смерти мужа Софья Григорьевна издавала журнал «Модный магазин».